# جایزه گزینش منتقدان تلویزیون بهترین بازیگر مکمل مرد در مجموعه درام

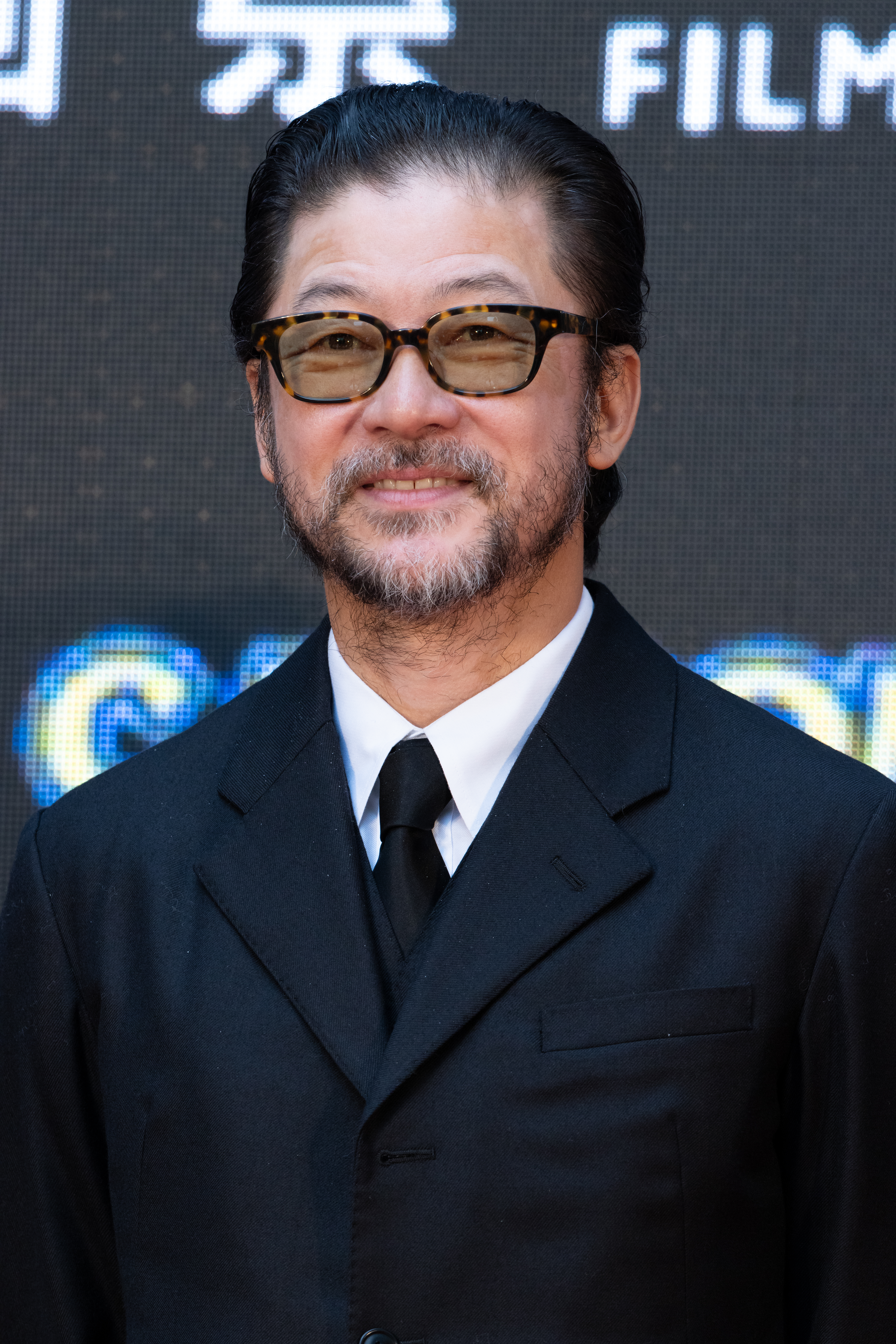
آسونا تانبونا

جایزه گزینش منتقدان تلویزیون بهترین بازیگر مکمل مرد در مجموعه درام یکی از جوایزی است که سالانه توسط جوایز تلویزیونی منتخب منتقدان (بی‌تی‌جی‌ای) ارائه می‌شود. این جایزه از سال ۲۰۱۱ اهدا می‌شود. برندگان توسط گروهی از منتقدان تلویزیونی که بخشی از انجمن منتقدان پخش فیلم هستند انتخاب می‌شوند.

## چندین نامزدی
۴ نامزدی
- پیتر دینکلیج
- والتون گاگینز

۳ نامزدی
- جاناتان بنکس
- آسیا کیت دیلون
- جاستین هارتلی

۲ نامزدی
- کریستوفر اکلستون
- نوآ امریک
- دلروی لیندو
- جان لیسگو
- مایکل مک‌کین
- جان نوبل
- آرون پال
- کریستین اسلیتر
- جان اسلتری
- جان ویت